# Кордилина кустарниковая
Кордилина кустарниковая (лат. Cordyline fruticosa) — вечнозеленое цветущее растение семейства спаржевых. Родом из тропиков Юго-Восточной Азии, Папуа — Новой Гвинеи, Меланезии, северо-востока Австралии, растет также на островах Индийского океана и Полинезии. Является аллохтоном Гавайских островов и Новой Зеландии, куда было завезено полинезийскими поселенцами.

## Биологическое описание
Растение достигает до 4 метров в высоту. Листья вырастают длиной 30—60 сантиметров и шириной 5—10 сантиметров, имеют продолговатую или удлиненно-яйцевидную форму, в основном зеленого цвета, но есть сорта с красными и желтыми оттенками. Надземная часть растения — древесный ствол диаметром до 1,5 сантиметров, корневая система — в виде клубня. При цветении у кордилины появляются длинные метелки по 40—60 сантиметров, мелкие, душистые желтовато-красных цветов, которые созревают в красные ягоды.
- Заросли кордилины кустарниковой перед зданием
- Краснолистные сорта кордилины кустарниковой
- Молодое растение
- Соцветие
- Соцветие краснолистных форм
- Распустившиеся цветы
- Плоды кордилины кустарниковой

## Выращивание и использование
Вид был распространен из своего родного ареала по всей Полинезии как культурное растение. Его крахмалистые корневища, очень сладкие у созревших растений, применяются в пищу или используются как лекарство в качестве антисептика и мочегонного средства. Листья применяют для приготовления пищи, например кулоло. Листья кордилины также использовались как материал для кровли домов и для обертывания и хранения пищи, а также для изготовления предметов одежды, в том числе юбок, которые надевали для традиционных танцевальных представлений.
В древности гавайцы считали, что растение обладает большой духовной силой. Из листьев изготавливались леи, которые могли носить вокруг шеи только кахуна (первосвященники) и алии (вожди) во время определенных ритуальных действий. Растение высаживали на границах участка и расставляли по углам дома для отпугивания призраков. По сей день некоторые гавайцы сажают кордилину у своих домов, чтобы принести удачу.
Объединив несколько листьев вместе, можно сделать приспособление для катания с холмов и горок.